# Mesenosaurus
Mesenosaurus – gad z rodziny Varanopidae. Żył w późnym permie około 260 milionów lat temu na terenie dzisiejszej Rosji. Osiągał około 40 cm długości. Jego nazwa oznacza "gad z Mezen".
Był zwierzęciem mięsożernym. Holotyp o długości około 37-38 centymetrów, resztki kopalne z wordu zachowały się prawie w całości. Odnaleziony w Rosji w okolicach Archangielska.